# إيفلين
إيفلاين (بالإنجليزية: Eveline)‏ قصة قصيرة من تأليف الكاتب الأيرلندي جيمس جويس. نُشِرَت القصة للمرة الأولى في عام 1904 في مجلة «الكوخ الأيرلندي» (Irish Homestead)، ومن ثمَّ أُعِيدَ نشرها مُضمَّنة في مجموعة جويس القصصية «ناس من دبلن» (Dubliners). تشابه القصة في ملامحها بقيَّة أعماله القصصية في «ناس من دبلن»، وعلى وجه التحديد قصته الأخرى «أرابي»، حيث تدور أحداث القصة في فلكٍ دائري، وتنتهي حيث بدأت، وتعزم الشخصية الرئيسية فيها على الرحيل، ولكنَّ تُقرِّر بعد ذلك في خيبة أمل البقاء.

## القصة
تبدأ القصة بالفتاة الشابة «إيفلاين» ذات التسعة عشر عاماً وهي تقعد بجانب النافذة تنتظر وقت الرحيل. تتأمَّل إيفلاين الأحداث التي دفعتها إلى ترك منزلها، تُوفِّيت أُمُّها، وتوفِّي أخوها الأكبر «إرنست» كذلك، أمَّا «هاري» فهو في طريقه إلى البيت من عمله في زخرفة الكنائس، ولا يستقرُّ هاري في البيت فهو دائماً في مكانٍ ما من البلد، تخاف إيفلاين أن يضربها أبوها، كما اعتاد أن يضرب أخويها، وهي ليست متعلَّقةً كذلك بعملها في المبيعات، لذلك قرَّرت الرحيل. وقعت إفلاين في حبِّ بحَّار اسمه «فرانك»، وعدها أنَّه سوف يأخذها معه إلى بيونس أيرس. قبل أن تغادر إيفلاين للقاء فرانك تسمع صوت موسيقى مألوفة لديها، أعادت إليها ذكرى وفاة أمها، والوعد الذي قطعته أن تعتني بشئون البيت. وفي رصيف الميناء، حيث تستعدُّ إيفلاين وفرانك للصعود على متن السفينة، تشعر إيفلاين بألمٍ شديدٍ وهي تجد نفسها أمام قرارٍ صعبٍ، فتُقرِّر وهي في صراعٍ مع نفسها ألَّا تصعد، وتُودِّع حبيبها بوجهٍ خالٍ من المشاعر.